# Commissario Hunkeler
Personaggio letterario creato dallo scrittore svizzero Hansjörg Schneider. È un commissario di polizia di Basilea comparso per la prima volta nelle librerie nel 1993 e finora protagonista di 8 romanzi.
La fama del commissario è cresciuta anche grazie ad alcuni film prodotti a partire dagli anni duemila dalla SRF, la televisione svizzera di lingua tedesca.
In lingua italiana la serie viene pubblicata dalla casa editrice Casagrande.